# Pingsdorfer Keramik

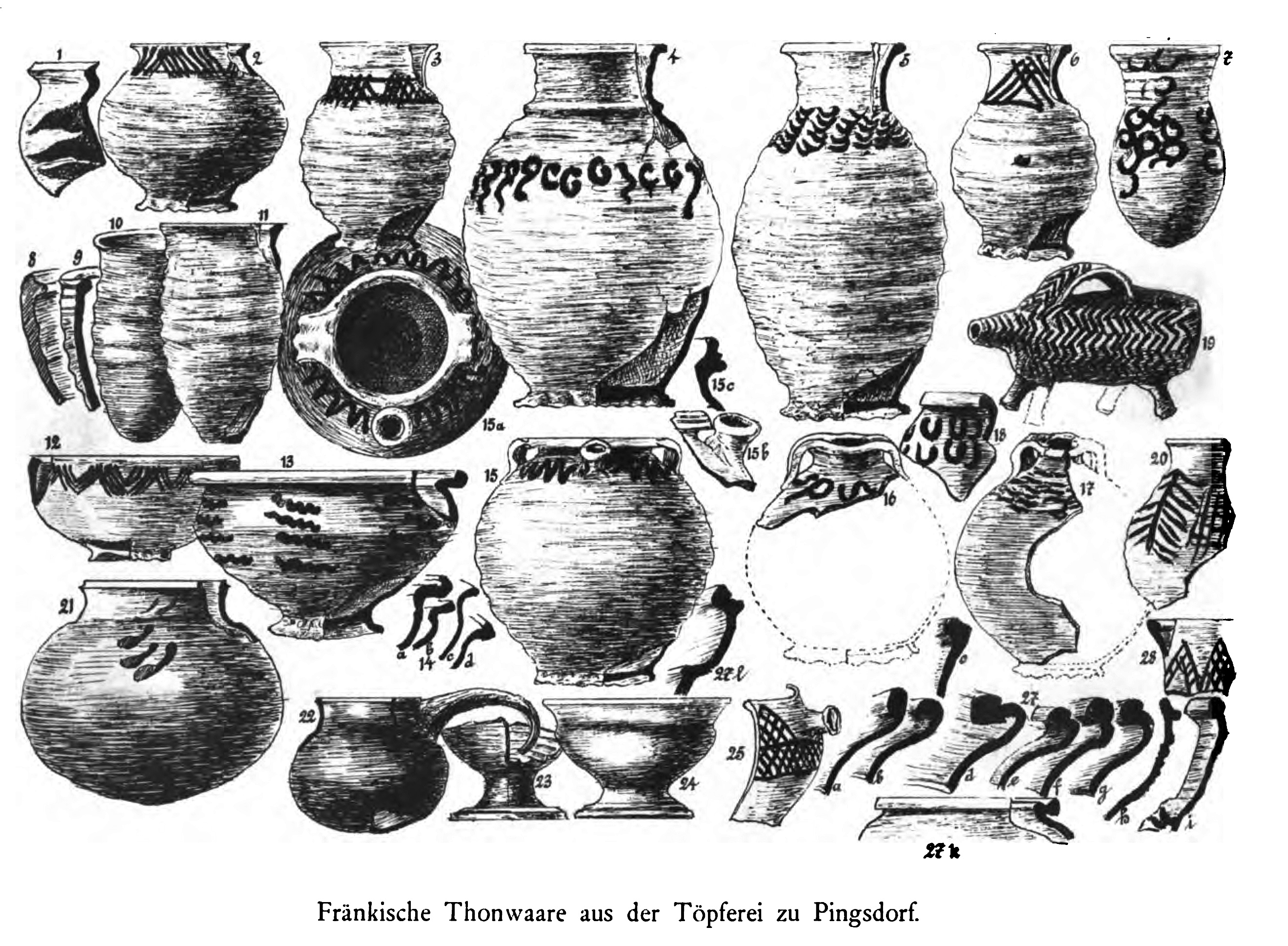
Formenspektrum von Pingsdorfer Keramik aus den ersten Ausgrabungen am Töpferort Pingsdorf (Koenen 1898)

Pingsdorfer Keramik ist eine Keramikart, die zwischen dem späten 9. und dem 13. Jahrhundert in verschiedenen Töpferzentren am Ostrand des rheinischen Vorgebirges produziert wurde. Hier liegt auch ihr eponymer Herstellungsort Pingsdorf, der bis heute die größte und variantenreichste Menge an Funden dieser Gattung erbracht hat.
Gefäße der Pingsdorfer Ware wurden zumeist auf der schnellrotierenden Töpferscheibe geformt. Charakteristisch ist ein mit feinem Sand gemagerter Ton und eine Bemalung aus eisenhaltigem, auf der Oberfläche dunkel hervortretenden Tonschlicker (Engobe-Bemalung).
In einem weiteren Sinne bezeichnet die Mittelalterarchäologie mit „Pingsdorfer Ware“ einen Horizont qualitätvoller, engobebemalter Feinkeramik, die im Hochmittelalter in einem weiten geographischen Raum gefertigt wurden. Dieser reicht von Zentral- und Nordfrankreich über Belgien, die Niederlande und Luxemburg bis an den Niederrhein, die Kölner Bucht, das Mittelrheingebiet und den unteren Main. Weiter östlich setzt sich die Fertigung verwandter Keramik über Westfalen, Nordhessen und Südniedersachsen fort bis nach Sachsen. Recht unabhängige, späte Ausläufer zeigen sich am mittleren Neckar. Die einzelnen Produktionsstätten zeichnen sich jeweils durch eine individuelle formale und technologische Nähe bzw. Ferne zum namengebenden Fundort Pingsdorf aus. Insgesamt ist ein europaweiter West-Ost-Transfer des Technologie- und Stilkomplexes der Pingsdorfer Ware vom 8. bis zum 14. Jahrhundert nachgewiesen.
Pingsdorfer Ware im eigentlichen Sinne (also vom rheinischen Vorgebirge) ist an unzähligen mittelalterlichen Siedlungsplätzen in Mittel- und Nordwesteuropa archäologisch nachweisbar. Ihre Anteile an den keramischen Inventaren reichen von weit über 50 % in der Nähe der Produktionsstätten bis hin zu Einzelfunden an der Peripherie des Handelsraums. Insgesamt ist diese Keramikgattung, nicht zuletzt durch eine inzwischen erfolgte und vielfach bestätigte chronologische Binnengliederung ihrer Laufzeit von vier Jahrhunderten, ein sehr wichtiger „Zeitmarker“ für die mittel- und nordeuropäische Mittelalterarchäologie.

## Produktionsorte
Bekannte Produktionsorte der Pingsdorfer Ware und verwandter Keramikarten Rheinischer Keramik entlang der Vorgebirgsschwelle sind neben Pingsdorf und zahlreichen weiteren Orten bei Brühl wie Badorf und Walberberg auch Liblar, Wildenrath, Langerwehe und Jüngersdorf, Meckenheim, Urbar am Mittelrhein. Daneben wurde auch in Siegburg während der frühen Produktionsphase die Pingsdorfer Ware hergestellt. Für den Niederrhein ist besonders das südlimburgische Schinveld und Brunssum zu nennen. In Paffrath wurde parallel mäßig harte Grauware hergestellt, die stilistische Anlehnungen an die Pingsdorfer Ware zeigt, deren Spektrum jedoch hauptsächlich Kochgeschirr beinhaltet.
Entlang der rheinischen Vorgebirgsschwelle stehen oberflächennah eisenarme Tone an, die sich hervorragend zur Herstellung von Gefäßkeramik eignen. Diese Tonlagerstätten stehen im Zusammenhang mit dem Rheinischen Braunkohlerevier. Abgesehen von den Aufschlüssen entlang der Vorgebirgsschwelle streichen diese Tone auch an geologischen Störungszonen am Niederrhein aus.
Neben der Verfügbarkeit von geeigneten Tonen waren auch das Vorhandensein von Brennmaterial (Wald) sowie der Zugang zu Handelswegen entscheidend für die Entstehung eines erfolgreichen Töpferorts im Mittelalter.

## Formenentwicklung und Verbreitung

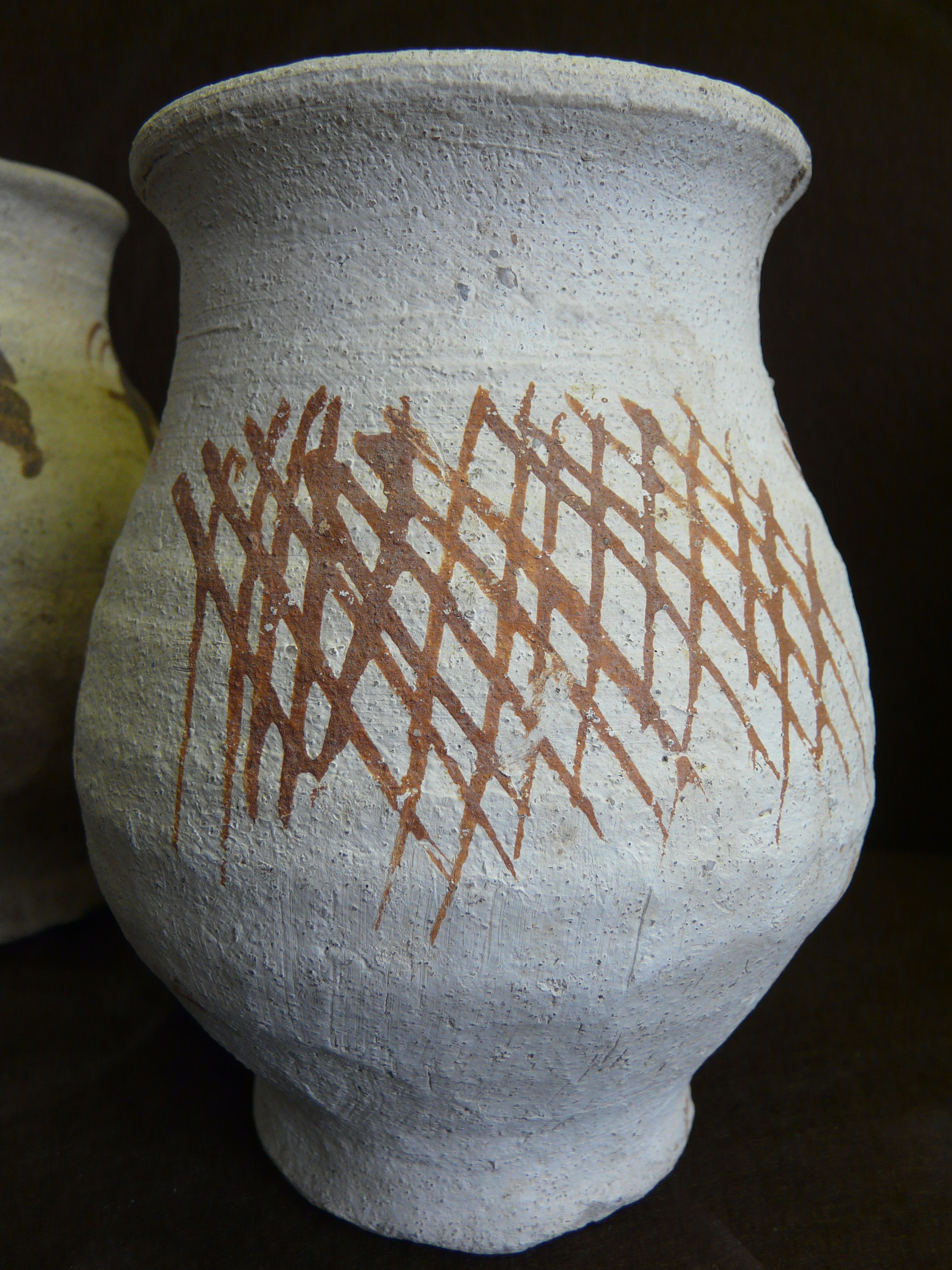
Pingsdorfer Becher (12. Jahrhundert),
Museum Burg Linn

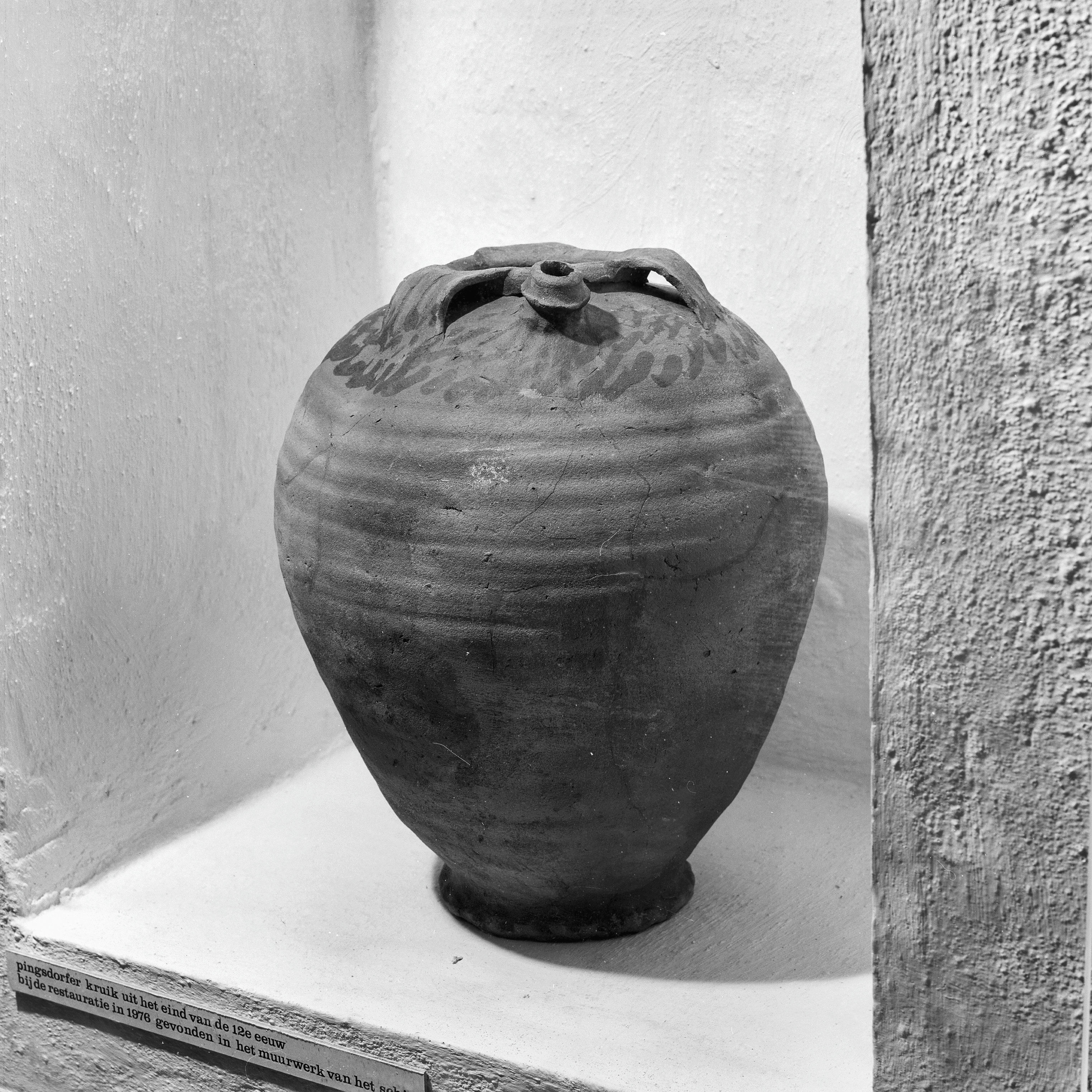
Krug der Pingsdorfer Ware (12. Jahrhundert)

Am rheinischen Vorgebirge scheint eine ungebrochene Tradition der Fertigung von Feinkeramik seit spätrömischer Zeit bestanden zu haben. Im Frühmittelalter wurde hier die sog. Badorfer Keramik hergestellt. Diese unbemalte, helle Vorgebirgsware mit Rollstempelverzierung wurde seit dem späten 9. Jahrhundert zusätzlich mit einer roten Engobebemalung versehen. Diese spätkarolingische, bemalte Badorfer Ware gliedert sich in eine Gruppe rollstempelverzierter und bemalter Hunneschans Keramik, die teilweise bereits eine grobere Feinsandmagerung aufweist, und eine zweite Gruppe mit roter Fingerstrichbemalung, aber noch mit feiner, kreidiger Oberfläche.
Die Pingsdorfer Ware stellt sich als Weiterentwicklung aus der bemalten Badorfer Ware dar, die sich ab dem späten 9. Jahrhundert als eigenständige Gruppe etabliert. Sie zeichnet sich durch eine sandpapierartige Oberfläche aus, die aus der Magerung mit Feinsand herrührt. Innerhalb der Gruppe dominieren bauchige Töpfe und Becher sowie Kannen und frühe Formen von Ofenkacheln. Die frühen Pingsdorf-Gefäße haben noch den für Badorf typischen Wackelboden, der jetzt durch einen Wellenfuß stabilisiert wird.
In der annähernd 400-jährigen Periode, in der Pingsdorfer Ware hergestellt wurde, scheint das Formenspektrum kaum nennenswerte Änderungen erfahren zu haben. Bislang liegen jedoch nur spärlich stratifizierte Funde vor, die eine Feinchronologie sichern könnten. Generell lässt sich allerdings eine Entwicklung von hellen, glattwandig aufgedrehten Gefäßen zu härter gebrannten, dunkleren gerieften Gefäßen feststellen, die ihrerseits durch Gefäße mit deutlich herausgearbeiteten, außen liegenden Drehrillen abgelöst werden. Der Wandel zu den gerieften Formen vollzog sich im späten 12. Jahrhundert.
Bislang konnte eine zeitliche Abfolge nur anhand der Bemalung nicht stichhaltig belegt werden. Rote Pinselstrichmuster kommen in allen Perioden der Pingsdorfer Ware vor. Gitternetzmuster scheinen tendenziell erst im 12. Jahrhundert aufzukommen. Die rote Bemalung wurde in der Spätphase am Ende des 12. Jahrhunderts nach und nach aufgegeben.
Um 1200, kurz bevor die Pingsdorfer Ware aus der Mode kam, wurde das Formenspektrum noch durch die Zylinderhalskanne sowie den Zylinderhalskrug ergänzt.
Gefäße aus Pingsdorfer Keramik wurden im Mittelalter über den Handelsweg Rhein bis nach England, Skandinavien und die Niederlande verhandelt. Als hartgebrannte Irdenware war sie die geeignete Warenart als Transportgefäße für Konsumgüter aus dem Rheinland. Rheinaufwärts war die Pingsdorfer Ware weniger verbreitet.
Zu Beginn des 13. Jahrhunderts wurde die hart gebrannte Irdenware durch Gefäße aus Protosteinzeug abgelöst.
In der Forschung umstritten ist die Einordnung einer 1949 gefundenen Feldflasche aus Zelzate, die zwischen 870 und 880 zusammen mit einem karolingischen Münzhort vergraben wurde. Dieser Fund wird in der älteren Literatur häufig als ältestes datiertes Gefäß aus dem Spektrum der Pingsdorfer Gruppe genannt. Mittlerweile wird die Feldflasche von Zelzate jedoch der bemalten karolingischen Keramik des Typs Badorf zugeordnet. Allgemein wird heute ein Münzschatzgefäß aus Wermelskirchen, das um 960 datiert, als ältestes absolutchronologisch datiertes Gefäß der Pingsdorfer Ware angesehen.

## Forschungsgeschichte
Ende des 19. Jahrhunderts setzte sich erstmals Constantin Koenen wissenschaftlich mit Keramik aus Pingsdorf auseinander. 1898 führte Koenen eine erste systematische Ausgrabung in einem Töpfereikomplex im Hof der Gastwirtschaft Klein in Brühl-Pingsdorf durch. Er beschrieb ein 80 m³ großes Scherbenlager, das etwa ein Dutzend unterschiedliche Gefäßformen enthielt. Die Publikation dieser Ausgrabung in den Bonner Jahrbüchern war für lange Zeit – bis zu den Arbeiten von Markus Sanke – die typenreichste Übersicht des Pingsdorfer Formenspektrums. Koenens Arbeit führte zur Benennung dieser bereits andernorts auftretenden Keramiksorte als „Pingsdorfer Ware“.
Franz Rademacher legte 1927 den Versuch einer Chronologie der mittelalterlichen Keramik vor, die auf einer kunstgeschichtlichen Betrachtung der Gefäßwaren beruhte. Er ordnete die rotbemalte Pingsdorfer Ware in die karolingische Zeit, wobei er diese von Keramikgefäßen der ottonischen Zeit abgrenzte. Als ottonisch bezeichnete Rademacher unbemalte, stark geriefte irdene Gefäße.
Archäologische Untersuchungen an niederländischen Siedlungsplätzen des Mittelalters relativierten in den 1930er Jahren Rademachers kunstgeschichtlichen Ansatz. Wouter C. Braat sah eine Entwicklung der Pingsdorfer Ware in der Nachfolge der Hunneschans-Keramik und nahm ein Einsetzen der Pingsdorfer Ware um 900 an. Weiterhin postulierte Braat bereits ein Auslaufen um 1200.
Wichtig für die zeitliche Einordnung der Pingsdorfer Ware erwies sich die Bachbettstratigraphie der systematischen Ausgrabung der Wikingersiedlung Haithabu an der Schlei von 1930 bis 1939. Während die Badorfer Keramik noch in den ältesten Horizonten des Fundplatzes vertreten ist, wird diese um oder kurz nach 900 durch die Pingsdorfer Keramik abgelöst, die dort dann bis ins 13. Jahrhundert archäologisch nachweisbar bleibt. Eine Feinstratigraphie einzelner Gefäßtypen konnte anhand des in Haithabu gefundenen Materials nicht erfolgen.
In der Folgezeit finden sich zahlreiche Einzelpublikationen verschiedener Fundplätze. Beckmann legte 1975 eine Seriation der Funde aus der Siegburger Aulgasse vor, konzentrierte sich hierbei jedoch nur auf die bei der Grabung gefundenen vollständigen Gefäße.